# Ingemar Stenmark
Ingemar Stenmark (* 18. März 1956 in Joesjö bei Tärnaby) ist ein ehemaliger schwedischer Skirennfahrer. Er ist zweimaliger Olympiasieger, fünfmaliger Weltmeister und gewann dreimal den Gesamtweltcup. Außerdem konnte er siebenmal die Riesenslalom- und achtmal die Slalom-Disziplinenwertung für sich entscheiden und ist mit 46 Weltcupsiegen im Riesenslalom geschlechterübergreifend und 40 Siegen im Slalom unter den Herren jeweils Rekordsieger. Mit insgesamt 86 Weltcup-Siegen und in Summe 155 Podestplätzen, die er in seiner aktiven Zeit von 1973 bis 1989 erzielte, führt er die FIS-Statistiken bei den Herren an und ist damit der erfolgreichste männliche alpine Skirennläufer seit der Einführung des Weltcups 1967.

## Karriere
Stenmark erscheint in den Weltcup-Statistiken erstmals am 8. Dezember 1973, als er beim Riesenslalom in Val-d’Isère Rang 46 belegte. Er gewann dreimal den Gesamtweltcup, obwohl er fast nie im Abfahrtslauf antrat. Am 15. September 1979 kam er bei einem Abfahrtstraining im Schnalstal schwer zu Sturz, was seine Erwägung, auch in dieser Disziplin an den Start zu gehen, vorerst stoppte. Er kam damals zuerst in die Innsbrucker Universitätsklinik, wobei ihm vom behandelnden Arzt Russe ein Brustschild aus Gips angelegt wurde, was die Medien rätseln ließ, ob es sich nur um eine Vorsichtsmaßnahme oder um mehr handeln könnte.
Nur einmal fuhr er die legendäre Streif hinunter, um in der Kombination zu punkten. Es war dies am 17. Januar 1981, als er mit 10,72 Sekunden Rückstand auf Sieger Steve Podborski Rang 34 belegte.
In seiner Zeit war er derart überragend, dass alleine die Slalom- und Riesenslalomerfolge für den Sieg des Gesamtweltcups reichten – allerdings wurden zu jener Zeit nur Slalom-, Riesenslalom- und Abfahrtsrennen sowie einige wenige Kombinationen für den Weltcup gewertet, der Bewerb Super-G kam erst später dazu, daher hatten spezialisierte Abfahrer nur sehr geringe Chancen auf den Gewinn des Gesamtweltcups (siehe Franz Klammer 1974/75). Hinsichtlich Super-G trat Stenmark nur selten an; den ersten bestritt er am 22. Dezember 1982 in Madonna di Campiglio, wo er nur auf Rang 74 landete. Er erreichte aber zweimal Weltcup-Punkte (am 9. Februar 1983 mit Rang 11 in Garmisch-Partenkirchen und an selber Stelle mit Rang fünf am 29. Januar 1984).
Trotz seiner 86 Rennsiege reichte es für Stenmark „nur“ zu drei Gesamtsiegen im Weltcup, weil bis einschließlich 1986/87 (grundsätzlich) nur die drei, später fünf besten Resultate jeder Disziplin in die Wertung aufgenommen wurden, so dass er ab 1978/79 trotz genügend Siegen und Platzierungen kein weiteres „großes Kristall“ mehr erhalten konnte. Seine diversen Konkurrenten fuhren nämlich auch Spitzenplätze in den Slaloms und Riesenslaloms ein und holten solche außerdem auch in den Abfahrten und Kombinationen (und später auch Super-Gs). Seinen letzten Gesamtsieg 1977/78 sicherte er sich praktisch schon zur Saisonhälfte, als er am 9. Januar 1978 mit seinem Sieg im Slalom von Zwiesel bereits sein Maximum von 150 Punkten (dies angesichts seiner Absenz in den Abfahrten) erreicht hatte, während der Zweitplatzierte Phil Mahre zu diesem Zeitpunkt mit 72 Punkten aufgelistet war und letztlich (weiterhin als Zweiter) auf 116 Punkte kam.
Einer seiner größten Erfolge waren die beiden Goldmedaillen bei den Olympischen Winterspielen 1980 in Lake Placid. Er konnte diesen Erfolg nicht wiederholen, denn an den Olympischen Winterspielen 1984 in Sarajewo durfte er wegen seiner am 21. März 1980 erteilten Profilizenz nicht teilnehmen.
Sonstige Meilensteine:
Zwar kam Stenmark bereits am 16. Dezember 1973 beim Riesentorlauf von Saalbach-Hinterglemm erstmals in die Weltcupränge, doch einer noch größeren Öffentlichkeit wurde er erst bei den Weltmeisterschaften 1974 in St. Moritz bekannt, als er im Riesentorlauf Rang 9 belegte (5. Februar 1974).
Sein erstes Podium im Weltcup gelang ihm mit Rang drei im Riesenslalom in Voss am 2. März 1974. Den ersten Weltcupsieg, den Slalom von Madonna di Campiglio am 17. Dezember 1974, holte er sich, als er von Rang 22 nach dem ersten Lauf auf das Siegerpodest fuhr.
Bei den Olympischen Spielen 1976 in Innsbruck gewann er die Riesentorlauf-Bronzemedaille von Rang acht aus dem ersten Lauf (9./10. Februar). Anzumerken ist, dass Stenmark dann im abschließenden Spezialslalom (14. Februar) ausschied.
Nach seinem Doppelgold bei den Weltmeisterschaften 1978 in Garmisch-Partenkirchen gewann er vier Jahre später in Schladming erneut Gold im Slalom, wurde jedoch überraschend wenige Tage vorher im Riesentorlauf durch Steve Mahre geschlagen (3. Februar 1982).
Wegen der mittlerweile vorgenommenen Änderungen in den Reglements durfte der Schwede an den Olympischen Winterspielen 1988 wieder teilnehmen (eine offizielle Genehmigung durch den Exekutivrat des IOC, bei dem auch Marc Girardelli und weitere 16 Athleten die Zulassung erhielten, erfolgte am 10. Dezember 1987), wobei er im Slalom am 27. Februar – nach Rang elf nach dem ersten Lauf – Rang fünf belegte. Seine großartige Karriere endete mit dem Finale im japanischen Shigakogen mit Rang vier im Riesentorlauf (9. März 1989). Kurz zuvor hatte er noch mit dem ersten Rang im Riesentorlauf von Aspen (19. Februar 1989) seinen letzten Karriere-Sieg gefeiert.
Stenmark setzte auch großartige Marken, indem er Siegesserien hinlegte und sowohl im Slalom als auch Riesentorlauf bis dato unerreichte Rekordvorsprünge erzielte: Im Slalom sind es 3,16 Sekunden (17. Januar 1982 in Kitzbühel) und im Riesentorlauf 4,06 Sekunden (4. Februar 1979 in Jasná).

## Technik
Stenmark war ein Ausnahmesportler. Er fuhr sehr elegant und hatte in seiner besten Zeit aufgrund seiner einzigartigen Technik kaum ebenbürtige Gegner. Als ernstzunehmende Kontrahenten galten Gustav Thöni zu Beginn seiner Laufbahn, Heini Hemmi 1976/77 im Riesenslalom und am Anfang der 1980er Jahre Phil Mahre. Mit der Einführung von Kippstangen im Slalom Anfang der 1980er-Jahre büßte Stenmark seine Überlegenheit in dieser Disziplin ein, da bei den neuen Stangen Fahrer mit einem aggressiveren Fahrstil wie Marc Girardelli im Vorteil waren.
Neben einer exzellenten Körperbeherrschung und einem extrem ausgeprägten intuitiven Ski- und Schneegefühl zeichnete ihn eine phänomenale Balance aus. Daher geriet er in den vielen von ihm souverän absolvierten Skirennen so gut wie nie in Sturzgefahr oder stürzte tatsächlich. Stenmark trainierte diese Fähigkeit bereits in seiner Kindheit in Nordschweden, indem er auf einem zwischen zwei Bäumen gespannten Seil zur Schulung des Gleichgewichtssinns stundenlang akrobatische Turnübungen ausführte. Der Südtiroler Skiexperte Hermann Nogler erkannte als Erster das enorme Potential des jungen schwedischen Talents und wurde in den Folgejahren Stenmarks Trainer und Mentor.

## Persönlichkeit
Ingemar Stenmark war ein Sportler von großer Fairness und zeichnete sich durch ein hohes sportliches Ethos aus. Dies belegt folgendes Beispiel: Als Stenmark als schwedischer Nobody im alpinen Skizirkus auftauchte, erhielt er von den renommierten Skifirmen keine Unterstützung, da man dort mit Schweden den nordischen Skilauf assoziierte und mit einem schwedischen alpinen Skiläufer nichts Rechtes anzufangen wusste. Lediglich in der relativ unbekannten jugoslawischen Firma Elan fand Stenmark einen Ausrüster.
Als Dank dafür blieb Stenmark vom Anfang bis zum Ende seiner beispiellosen Karriere dieser Firma treu und bestritt sämtliche seiner Rennen ausschließlich auf Elan-Skiern, obwohl er millionenschwere Angebote von den anderen Firmen erhielt, nachdem er zum Superstar aufgestiegen war. Stenmark blieb ein bescheidener Sportler, dem mammonistische Starallüren zuwider waren. Nicht zuletzt diese charakterlichen Eigenschaften sind der Grund dafür, dass Stenmark nach wie vor nicht nur das Sportidol des alpinen Skilaufs ist, sondern allgemein ein Vorbild für die sportlich interessierte Jugend darstellt – vornehmlich in Schweden.
Äußerer Ausdruck seines Charakters war seine legendäre, bewusst gepflegte Einsilbigkeit in Interviews, welche die Zunft der Sportreporter abschrecken sollte. Daher beschränkte er sich zumeist auf lapidare, ausschließlich sachbezogene Antworten.
Erst gegen Ende seiner Karriere ging er mehr aus sich heraus, ließ im Gespräch mitunter durch das eine oder andere Bonmot seinen Humor aufblitzen. Es entsprach Stenmarks Naturell, seiner Persönlichkeit durch Taten Ausdruck zu verleihen statt durch Worte. Diese konstante Untertreibung machte Stenmark in weiten, auch außersportlichen Kreisen sympathisch und populär.
Im Skizirkus der Zeit sah der einsilbige Stenmark wie ein Fremdkörper aus. Der zeitgleich agierende Björn Borg wurde von den schwedischen Massenmedien als Star gefeiert und vom Publikum verehrt, Stenmark aber wurde als Held geliebt.

## Erfolge

### Olympische Spiele
- Innsbruck 1976: 3. Riesenslalom
- Lake Placid 1980: 1. Slalom, 1. Riesenslalom
- Calgary 1988: 5. Slalom

### Weltmeisterschaften
- St. Moritz 1974: 9. Riesenslalom
- Innsbruck 1976: 3. Riesenslalom
- Garmisch-Partenkirchen 1978: 1. Riesenslalom, 1. Slalom
- Lake Placid 1980: 1. Slalom, 1. Riesenslalom
- Schladming 1982: 1. Slalom, 2. Riesenslalom
- Bormio 1985: 4. Slalom
- Crans-Montana 1987: 5. Slalom, 10. Riesenslalom
- Vail 1989: 6. Riesenslalom

### Weltcupwertungen
| Saison  | Gesamt | Gesamt | Riesenslalom | Riesenslalom | Slalom | Slalom | Kombination | Kombination |
| Saison  | Platz  | Punkte | Platz        | Punkte       | Platz  | Punkte | Platz       | Punkte      |
| ------- | ------ | ------ | ------------ | ------------ | ------ | ------ | ----------- | ----------- |
| 1973/74 | 12.    | 62     | 6.           | 37           | 6.     | 51     | –           | -           |
| 1974/75 | 2.     | 245    | 1.           | 115          | 1.     | 110    | –           | -           |
| 1975/76 | 1.     | 249    | 1.           | 88           | 1.     | 125    | –           | -           |
| 1976/77 | 1.     | 339    | 2.           | 115          | 1.     | 125    | –           | -           |
| 1977/78 | 1.     | 150    | 1.           | 120          | 1.     | 115    | –           | -           |
| 1978/79 | 5.     | 150    | 1.           | 125          | 1.     | 119    | –           | -           |
| 1979/80 | 2.     | 200    | 1.           | 125          | 1.     | 125    | –           | -           |
| 1980/81 | 2.     | 260    | 1.           | 125          | 1.     | 120    | 15.         | 15          |
| 1981/82 | 2.     | 211    | 2.           | 101          | 2.     | 110    | –           | -           |
| 1982/83 | 2.     | 218    | 2.           | 100          | 1.     | 110    | 23.         | 8           |
| 1983/84 | 2.     | 230    | 1.           | 115          | 2.     | 115    | –           | -           |
| 1984/85 | 6.     | 135    | 10.          | 49           | 3.     | 78     | 25.         | 8           |
| 1985/86 | 5.     | 196    | 2.           | 96           | 2.     | 100    | –           | -           |
| 1986/87 | 6.     | 134    | 7.           | 58           | 2.     | 96     | –           | -           |
| 1987/88 | 21.    | 58     | 9.           | 37           | 16.    | 21     | –           | -           |
| 1988/89 | 17.    | 79     | 4.           | 67           | 21.    | 12     | –           | -           |

* Im Disziplinen-Weltcup für den Riesenslalom erreichten in der Saison 1976/77 Ingemar Stenmark und Heini Hemmi jeweils 115 gewertete Punkte für ihre fünf besten Ergebnisse (je drei Siege à 25 Punkte und zwei zweite Plätze à 20 Punkte). Das sechstbeste Ergebnis war für Heini Hemmi ein dritter Platz, für Ingemar Stenmark ein sechster Platz. Auch im Slalom-Weltcup, den er fünfmal en suite gewann, gab es 1982/83 zwar eine gleiche Punktezahl mit seinem Teamkollegen Stig Strand (110), jedoch war hier die höhere Siegzahl mit 3 zu 2 zugunsten Stenmarks für dessen sechste Kristallkugel entscheidend. Laut Ski-DB wurde deshalb die Riesenslalom-Kristallkugel nur an Hemmi (und nicht an Stenmark) bzw. jene im Slalom nur an Stenmark (und nicht an Strand) vergeben, in den heutigen FIS-Statistiken werden aber beide (unrichtigerweise) auf dem ersten Platz geführt.

### Weltcupsiege
Eine exakte Zahl der von Ingemar Stenmark gefahrenen Weltcuprennen ist nicht archiviert. Zu seiner Zeit gab es vorerst nur für die ersten 10 des Klassements, danach für die ersten 15 Weltcup-Punkte. Die somit von 11 bis 15 bzw. später Rang 16 bis 30 erreichten Platzierungen sind auf der FIS-Website nur lückenhaft erfasst. Fest steht, dass er 155 Podestplätze und weitere 50 Platzierungen in den Top Ten erreichte. Er gewann zudem sowohl im Rahmen der World Series of Skiing am 29. November 1978 einen Parallelslalom am Stilfser Joch. als auch am 1. Dezember 1978 einen Parallel-Riesenslalom in St. Vigil in Südtirol, weiters auch einen Parallelslalom am 14. Dezember 1978 in Madonna di Campiglio. All diese Rennen zählten nur zum Nationencup.
Insgesamt errang Stenmark im Einzel-Weltcup 86 Siege (46 × Riesenslalom, 40 × Slalom):
| Datum             | Ort                  | Land             |
| ----------------- | -------------------- | ---------------- |
| 21. Februar 1975  | Naeba Ski Resort     | Japan            |
| 2. März 1975      | Garibaldi            | Kanada           |
| 13. März 1975     | Sun Valley           | USA              |
| 27. Januar 1976   | Zwiesel              | Deutschland      |
| 6. März 1977      | Sun Valley           | USA              |
| 21. März 1977     | Åre                  | Schweden         |
| 25. März 1977     | Sierra Nevada        | Spanien          |
| 10. Dezember 1977 | Val-d’Isère          | Frankreich       |
| 14. Dezember 1977 | Madonna di Campiglio | Italien          |
| 8. Januar 1978    | Zwiesel              | Deutschland      |
| 18. März 1978     | Arosa                | Schweiz          |
| 9. Dezember 1978  | Schladming           | Österreich       |
| 22. Dezember 1978 | Kranjska Gora        | Jugoslawien      |
| 7. Januar 1979    | Courchevel           | Frankreich       |
| 16. Januar 1979   | Adelboden            | Schweiz          |
| 23. Januar 1979   | Steinach am Brenner  | Österreich       |
| 4. Februar 1979   | Jasná                | Tschechoslowakei |
| 10. Februar 1979  | Åre                  | Schweden         |
| 4. März 1979      | Lake Placid          | USA              |
| 12. März 1979     | Heavenly Valley      | USA              |
| 19. März 1979     | Furano               | Japan            |
| 8. Dezember 1979  | Val-d’Isère          | Frankreich       |
| 12. Dezember 1979 | Madonna di Campiglio | Italien          |
| 21. Januar 1980   | Adelboden            | Schweiz          |
| 1. März 1980      | Mont Sainte-Anne     | Kanada           |
| 11. März 1980     | Cortina d’Ampezzo    | Italien          |
| 13. März 1980     | Saalbach-Hinterglemm | Österreich       |
| 10. Dezember 1980 | Madonna di Campiglio | Italien          |
| 6. Januar 1981    | Morzine              | Frankreich       |
| 26. Januar 1981   | Adelboden            | Schweiz          |
| 2. Februar 1981   | Schladming           | Österreich       |
| 11. Februar 1981  | Voss                 | Norwegen         |
| 14. Februar 1981  | Åre                  | Schweden         |
| 9. Januar 1982    | Morzine              | Frankreich       |
| 19. Januar 1982   | Adelboden            | Schweiz          |
| 9. Februar 1982   | Kirchberg            | Österreich       |
| 13. Februar 1983  | Todtnau              | Deutschland      |
| 26. Februar 1983  | Gällivare            | Schweden         |
| 10. Januar 1984   | Adelboden            | Schweiz          |
| 23. Januar 1984   | Kirchberg            | Österreich       |
| 4. Februar 1984   | Borowez              | Bulgarien        |
| 7. März 1984      | Vail                 | USA              |
| 15. Dezember 1985 | Alta Badia           | Italien          |
| 27. Februar 1986  | Hemsedal             | Norwegen         |
| 18. März 1986     | Lake Placid          | USA              |
| 19. Februar 1989  | Aspen                | USA              |

| Datum             | Ort                  | Land        |
| ----------------- | -------------------- | ----------- |
| 17. Dezember 1974 | Madonna di Campiglio | Italien     |
| 12. Januar 1975   | Wengen               | Schweiz     |
| 15. Dezember 1975 | Sterzing             | Italien     |
| 11. Januar 1976   | Wengen               | Schweiz     |
| 24. Januar 1976   | Kitzbühel            | Österreich  |
| 7. März 1976      | Copper Mountain      | USA         |
| 14. März 1976     | Aspen                | USA         |
| 3. Januar 1977    | Laax                 | Schweiz     |
| 10. Januar 1977   | Berchtesgaden        | Deutschland |
| 16. Januar 1977   | Kitzbühel            | Österreich  |
| 23. Januar 1977   | Wengen               | Schweiz     |
| 6. Februar 1977   | St. Anton am Arlberg | Österreich  |
| 18. März 1977     | Voss                 | Norwegen    |
| 20. März 1977     | Åre                  | Schweden    |
| 13. Dezember 1977 | Madonna di Campiglio | Italien     |
| 5. Januar 1978    | Oberstaufen          | Deutschland |
| 9. Januar 1978    | Zwiesel              | Deutschland |
| 21. Dezember 1978 | Kranjska Gora        | Jugoslawien |
| 11. Februar 1979  | Åre                  | Schweden    |
| 17. März 1979     | Furano               | Japan       |
| 11. Dezember 1979 | Madonna di Campiglio | Italien     |
| 27. Januar 1980   | Chamonix             | Frankreich  |
| 27. Februar 1980  | Waterville Valley    | USA         |
| 10. März 1980     | Cortina d’Ampezzo    | Italien     |
| 15. März 1980     | Saalbach-Hinterglemm | Österreich  |
| 9. Dezember 1980  | Madonna di Campiglio | Italien     |
| 18. Januar 1981   | Kitzbühel            | Österreich  |
| 1. Februar 1981   | St. Anton am Arlberg | Österreich  |
| 8. Februar 1981   | Oslo                 | Norwegen    |
| 12. Januar 1982   | Bad Wiessee          | Deutschland |
| 17. Januar 1982   | Kitzbühel            | Österreich  |
| 14. Dezember 1982 | Courmayeur           | Italien     |
| 23. Januar 1983   | Kitzbühel            | Österreich  |
| 11. Februar 1983  | Le Markstein         | Frankreich  |
| 13. Dezember 1983 | Courmayeur           | Italien     |
| 20. Dezember 1983 | Madonna di Campiglio | Italien     |
| 17. Januar 1984   | Parpan               | Schweiz     |
| 25. Januar 1986   | St. Anton am Arlberg | Österreich  |
| 29. November 1986 | Sestriere            | Italien     |
| 14. Februar 1987  | Le Markstein         | Frankreich  |

### Junioreneuropameisterschaften
- Jasná 1974: 1. Riesenslalom

### Schwedische Meisterschaften
Ingemar Stenmark wurde neunmal Schwedischer Meister:
- Slalom: 1974, 1976, 1977, 1978 und 1979
- Riesenslalom: 1976, 1977, 1978 und 1979

## Ehrungen
Ingemar Stenmark ist neben Sarah Sjöström, Anja Pärson und Björn Borg der einzige Sportler, der zweimal mit der renommierten Svenska-Dagbladet-Goldmedaille geehrt wurde (1975, 1978). Außerdem erhielt er 1979 die Holmenkollen-Medaille und wurde 1979 und 1980 mit dem Radiosportens Jerringpris geehrt. Von 1977 bis 1979 wurde er von der Internationalen Vereinigung der Ski-Journalisten (AIJS) dreimal in Folge mit dem Skieur d’Or ausgezeichnet.